# Goslar
Goslar je zgodovinsko mesto z okoli 50.000 prebivalci v Spodnji Saški v Nemčiji. Je upravno središče okrožja Goslar in leži na severozahodnih pobočjih hribovja Harz. Staro mestno jedro Goslar in rudniki Rammelsberg so od leta 1992 na seznamu Unescove svetovne dediščine.

## Zgodovina
Pridobivanje železne rude je bilo v regiji Harz običajno že od rimskih časov. Prvi znani dokazi za rudarjenje in taljenje segajo v 3. stoletje. Med izkopavanji v Angliji so odkrili tudi stare grobne pridatke iz Harzove rude. Naselje na potoku reke Gose je bilo prvič omenjeno v listini leta 979, ki jo je izdal cesar Oton II.; bil je na saških ozemljih Otonove rodbine in je verjetno na tem mestu obstajala kraljeva pfalca (Königspfalz). To je postalo še bolj pomembno, ko so na bližnjem Rammelsbergu, danes rudarskem muzeju, odkrili obsežne zaloge srebra.
Ko je Otonov potomec Henrik II. začel sklicevati cesarske sinode v palači v Goslarju od leta 1009 dalje, je mesto postopoma zamenjalo kraljevo palačo Werla kot osrednje mesto zbiranja v saških deželah; razvoj, ki so ga ponovno uveljavili salijski (»frankovski«) cesarji. Konrad II., izvoljeni sveti rimski kralj, je v Goslarju leta 1024  praznoval božič in naslednje leto postavil temelje za novo cesarsko palačo (Kaiserpfalz Goslar). Tržne pravice segajo v leto 1025.
Goslar je postal priljubljeno prebivališče Konradovega sina Henrik III., ki je v palači ostal približno dvajsetkrat. Tukaj je sprejel madžarskega kralja Petra Orseola in poslance kneza Jaroslava I. Kijevskega, ter imenoval škofe in vojvode. Leta 1051 je zgradil kolegijsko cerkev sv. Simona in sv. Juda, ki jo je posvetil nadškof Hermann iz Kölna, ki se je nato razvila v pomemben center za usposabljanje Reichsepiskopata. Istočasno je v pfalci podaljšal reprezentančno dvorano Aula Regis. 11. novembra 1050 se je v Goslarju rodil Henry IV. Septembra 1056 je papež Viktor II. obiskal Henrika III. v Goslarju in ponovno posvetil kolegijsko cerkev. To srečanje je še enkrat pokazalo enotnost med cesarjem in papežem v smislu civitas dei. Po njegovi smrti, nekaj tednov kasneje, so srce Henrika III. pokopali v Goslarski kolegijski cerkvi sv. Simona in sv. Juda, njegovo telo pa je v oboku družine Salijcev v stolnici v Speyerju. Od stolnice je ohranjena le severna veranda; glavna stavba je bila porušena v začetku 19. stoletja.
Pod Henrikom IV. je Goslar ostal središče cesarske vladavine, vendar pa so se konflikti okrepili, kot je bil nasilni spor o nasledstvu na Binkošti leta 1063. Medtem ko je Henrik želel zagotoviti ogromno bogastvo, ki je izhajalo iz rudnikov srebra Rammlesberg, kot kraljevo posest ('domena', nemško landgut), je nezadovoljstvo lokalnih plemičev izbruhnilo v Saškem uporu leta 1073–75. V kasnejšem Velikem saškem uporu so državljani Goslarja stali na strani anti-kralja Rudolfa iz Rheinfeldena, ki je leta 1077 vodil knežji zbor. Vstajniki prvih nekaj let niso imeli uspeha. Henrik IV. je v glavnem užival podporo navadnega ljudstva razen Saške, kjer so bili Salijci osovraženi, saj so pred tem krvavo zadušili upor. Ko je leta 1080 papež Gregor ponovno ekskomuniciral Henrik, je jeseni istega leta v bitki pri Hohenmölsenu padel Rudolf in uporniki so ostali brez vodje. Henrik je to izkoristil za obračun z Gregorje v Italiji. Njegov pohod na Rim leta 1084 je rezultiral Gregorjevo kapitulacijo in Henrika kronal za cesarja. leta 1085 so uporniki našli novega vodju Hermanna iz Salma, ki pa ni želel postati lutka v rokah velikašev. Po njegovem umiku se je upora praktično končal.
Henrikovo kronanje je mestu Goslar prineslo status cesarskega mesta.
Spomladi 1105 je Henrik V. sklical saške posesti v Goslarju, da bi pridobil podporo za odstavitev očeta Henrika IV. V naslednjem letu je bil izvoljen za kralja, v času njegove vladavine pa je imel v palači Goslar šest cesarskih skupščin (Reichstag). To tradicijo so sprejeli njegovi nasledniki Lotar III. in celo vladarji Hohenstaufen Konrad III. in Friderik I. Barbarossa. Po njegovi izvolitvi leta 1152 je kralj Friderik imenoval vojvodo Welfov Henrika Leva za cesarskega vogta (sodni izvršitelj) rudnikov v Goslarju; kljub temu pa je nezadovoljni vojvoda oblegal mesto in na srečanju 1173 v Chiavenni zahteval, da bi obdržal vodenje posesi, da bi podprl Barbarossove italijanske akcije. Ko je bil Henrik Lev leta 1180 končno razglašen, je imel ruševine rudnikov Rammelsberg.
Pomen Goslarja kot cesarskega prebivališča se je začel zmanjševati pod vladavino Barbarossovih potomcev. Med nemškim sporom za prestol je leta 1198 kralj Oton IV. oblegal mesto, vendar se je moral sprijazniti s silami svojega tekmeca Staufovca Filipa Švabskega. Otonove čete so leta 1206 ponovno napadle in oplenile Goslar. Tukaj je imel Friderik II. zadnjo cesarsko skupščino. Z velikim medvladjem po njegovi smrti leta 1250 se je Goslarjeva cesarska doba končala.
Medtem ko so se cesarji umaknili iz severne Nemčije, so se v Goslarju okrepile državljanske svoboščine. Občinski svet (Rat) se prvič omenja leta 1219. Državljani so si prizadevali za nadzor nad rudniki srebra Rammelsberg in se leta 1267 pridružili Hanzeatski ligi. Poleg rudarstva v Zgornjem Harzu so postali pomembni tudi trgovina, Gose pivo, kasneje tudi skrilavec in žveplova kislina. Do leta 1290 je svet pridobil vogtove pravice in potrdil status svobodnega cesarskega mesta. Leta 1340 so od cesarja Ludvika Bavarca državljani pridobili Heerschild pravice (latinsko clipeus militaris - ščit viteštva). Goslarjevo mestno pravo je bilo zgled za številne druge občine, podobno zakon o rudarstvu Goslarja, kodificiran leta 1359.
V zgodnjem novem veku sta se pojavila tako rast rudarstva kot tudi naraščajoči konflikti z vojvodami Braunschweig-Lüneburg, predvsem s princem Henrikom V. Wolfenbüttelskim, ki je leta 1527 prevzel rudnike Rammelsberg in razširil gozdove Harza. Čeprav so Goslarski državljani  uspešno vložili pritožbo Reichskammergericht, so kasnejše naporni boji z vojvodo trajali desetletja. Goslar je bil začasno pod cesarsko prepovedjo (Reichsacht). Protestantsko reformacijo je v mesto uvedel teolog Nicolaus von Amsdorf, ki je leta 1531 izdal prvo cerkveno ustavo. Za uveljavitev neodvisnosti so se državljani leta 1536 pridružili  Šmalkaldenski zvezi proti katoliški politiki Habsburžanov cesarja Karla V.. Šmalkaldenske sile so dejansko zasedle zemljišča Henrika V. Wolfenbüttla. Ko so jih leta 1547 v bitki pri Mühlbergu premagale cesarske sile, je vojvoda Welfov nadaljeval s povračilnimi ukrepi.
Leta 1577 so državljani Goslarja podpisali luteransko Konkordienformel (avtoritativna luteranska izjava vere). Po letih dolgotrajnih spopadov so končno morali podeliti vojvodi Henriku in njegovemu sinu Juliju obsežne rudarske pravice, ki sta na koncu odpravila mestni svet. Kljub temu je bilo zavrnjenih več poskusov vojvodstva Braunschweig za vključitev statusa cesarskega mesta. Goslar in njegovo gospodarstvo je močno prizadela tridesetletna vojna, predvsem finančna kriza Kipper und Wipper leta 1620, ki je privedla do številnih uporov in pogromov. Soočeni z obnovljenimi agresijami, ki jih je naredil vojvoda Kristijan mlajši Braunschweigški, so državljani iskali podporo cesarskih vojaških voditeljev Tillyja in Wallensteina. 
Mesto so zasedle švedske sile kralja Gustava Adolfa med letoma 1632 do 1635. 
Leta 1642 je bil sklenjen mirovni sporazum med cesarjem Ferdinandom III. in vojvodom Avgustom mlajšim. Upanje državljanov Goslarja, da ponovno pridobijo rudnike Rammelsberg se ni izpolnilo.
Goslar je ostal zvest cesarski oblasti, slovesno praznuje vsak pristop cesarja svetega rimskega cesarstva. Čeprav se je mesto močno sklicevalo na svoje velike srednjeveške tradicije, se je neprestano zmanjševalo in postajalo vse bolj zadolženo. 
Ko je  Goethe leta 1777 bival v Goslarju, ga je imenoval »cesarsko mesto, ki je utonilo in s svojimi privilegiji«. V zimskem času 1798, najhladnejšem v stoletju, je v mestu bival mladi angleški pesnik William Wordsworth. Da bi odpravil domotožje, je začel pisati nekaj verzov o svojem otroštvu, ki bi se sčasoma razvil v mojstrovino, ki je bila po njegovi smrti objavljena v 13 delih kot The prelude. 
Prve upravne reforme so sprejeli svetniki družine Siemens. Status cesarske neposrednosti je bil končno izgubljen. Goslar v času napoleonskih vojn leta 1802 priključili pruski sili, kar je potrdila nemška mediatizacija (teritorialna rekonstrukcija) naslednje leto. V okviru pruske vladavine je nadaljnje reforme uveljavljal svetnik Christian Wilhelm von Dohm. Začasno del kraljevine Vestfalije ob pruskem porazu v bitki pri Jeni – Auerstedtu leta 1806 je Goslar končno dodeljen novoustanovljenemu kraljestvu Hannover z resolucijo dunajskega kongresa. Stolnica je bila prodana in porušena med letoma 1820 in 1822, za katero je v svojem popotnišem poročilu  Harzreise s potovanja v hribovje Harz, ogorčen žaloval Heinrich Heine. Spet pod prusko vladavino po avstro-pruski vojni leta 1866 je Goslar postal priljubljena upokojenska rezidenca (Pensionopolis) in garnizijsko mesto pruske vojske. Kralji in cesarji rodbine Hohenzoller so obnovili cesarsko palačo, vključno s stenskimi slikami Hermana Wislicenusa.
Po nacističnem prevzemu oblasti leta 1933 je minister Richard Walther Darré soločil Goslar kot  sedež kmetijske korporacije Reichsnährstand. Leta 1936 je mesto dobilo naziv Reichsbauernstadt. V času nemškega oboroževanja je bila severno od mesta zgrajena letalska baza Luftwaffe, v bližini pa je bilo več vojnih dobaviteljev, vključno s podružnicami  koncentracijskih taborišč  Buchenwald in  Neuengamme. Vendar pa je zgodovinsko mesto med drugo svetovno vojno ušlo strateškemu bombardiranju.
Goslar je bil del britanske okupacijske cone od leta 1945 in je bil taborišče razseljenih oseb. V času hladne vojne je bilo mesto blizu notranje nemške meje glavno mesto garnizije za zahodno nemško vojsko, mejno policijo in francoske sile v Nemčiji. Po padcu berlinskega zidu so vojašnice izpraznili in izgubili velik gospodarski dejavnik. Rudniki Rammelberg so bili končno zaprti leta 1988, po tisočletni zgodovini rudarjenja.
Poleti 2018 je bilo na strehi stolnice odkrito ustekleničeno napisano sporočilo z dne 26. marca 1930, ki so ga podpisali štirje krovci, ki so obžalovali gospodarsko stanje te države. Steklenico je odkril krovec, ki je bil vnuk enega od podpisnikov, ki je bil leta 1930 18-letni krovec. Župan Goslarja je steklenico zamenjal s kopijo sporočila iz leta 1930 in dodal svoje zaupno sporočilo. 

## Geografija
Goslar leži sredi zgornje polovice Nemčije, približno 40 kilometrov južno od Braunschweiga in približno 70 km jugovzhodno od glavnega mesta Hannover. Hrib Schalke je najvišja vzpetina znotraj občinskih meja s 762 m. Najnižja točka 175 m je v bližini reke Oker. Geografsko gledano Goslar tvori mejo med Hildesheim Börde, ki je del severnonemške nižine in hribovjem Harz, ki je najvišji, najsevernejši podaljšek nemškega osrednjega višavja. Za Hildesheim Börde so značilne ravnice z bogatimi glinastimi tlemi - ki se uporabljajo v kmetijstvu za pridelavo sladkorne pese - prepletene z več hribovskimi območji, splošno znanimi kot Hildesheimer Wald in Salzgitter-Höhenzug. Na severovzhodu se Harly-Wald razprostira do reke Oker, na vzhodu Goslar pa meji na nemško zvezno deželo Saška - Anhalt.
Neposredno na jugu se hribovje Harz dvigne nad zgodovinskim mestnim jedrom na višini 636 metrov kot Rammelsberg. V pokrajini prevladujejo prostrani gozdovi. Največja reka, ki prečka občinske meje, je Oker s pritoki Gose / Abzucht in Radau. Reka Gose izvira približno 9 kilometrov jugozahodno od Goslarja na prelazu Auerhahn (638 m) vzhodno od hriba Bocksberg. Na severnem vznožju Herzberga (632 m) se sreča z manjšim potokom Abzucht, preden se izliva v Oker. Potoka Dörpke in Gelmke tečeta iz vznožja Harza na jugu v območje občin Goslar, kjer se izlivata v Abzucht.

### Sosednja območja
Sosednja območja so: Liebenburg, Schladen-Werla (okrožje Wolfenbüttel), Osterwieck (okrožje Harz, Saxony-Anhalt), Bad Harzburg, Clausthal-Zellerfeld (Oberharz) in Langelsheim. 

## Znamenitosti
- Romanska kraljeva pfalca s cesarskim prestolom
- Marktplatz z gotsko mestno hišo z Huldigungssaal, dvorano za čaščenje
- Kaiserringhaus z romansko obokano kletjo, karilonom s figurami, ki prikazujejo težavno delo rudarjev v Rammelsbergu
- Zwinger (obrambni stolp s 6,5 m debelim zidom iz leta 1517, muzej, restavracija in počitniško stanovanje)
- Großes Heiliges Kreuz – Veliki sveti križ (hospic iz srednjega veka)
- Kleines Heiliges Kreuz
- Preddverje stolnice (kolegijska cerkev svetega Simona in Jude - stolnica)
- Kaiserworth (cehovska hiša iz leta 1494, hotel)
- Kapela svetega Egidija
- Brusttuch (patricijska hiša iz leta 1521)
- St Annenhaus (najstarejša popolnoma ohranjena lesena hiša iz leta 1488)
- Siemenshaus (matična hiša družine industrijalcev Siemens iz leta 1693)
- Evangeličanska cerkev svetega Kozme in Damjana na Marktkirche
- Evangeličanska samostanska cerkev svetega Petra in Pavla (Frankenberg)
- Rojstna hiša Hermanna Moritza von Sachsen
- Lesena cerkev Gustava-Adolfa v Hahnenkleeju
- Judovsko pokopališče v Glockengießerstraße
- Trollmönch, ehemaliges Kloster
- Rammelsberg-Kaserne (1912–1914), danes EnergieCampus Goslar

## Gospodarstvo
Središče mesta Goslar je regionalni nakupovalni center v regiji Severni Harz. Tu so veleblagovnice, več supermarketov, elegantni butiki in restavracije. Enkrat tedensko obstaja tudi tržnica, kjer kmetje prodajajo svoje lokalne proizvode. Obstaja tudi več prodajalcev avtomobilov.
Turistični sektor je v Goslarju v razcvetu. Več hotelov in nočitev z zajtrkom je v ali blizu centra mesta. Poleg tega je mesto postalo priljubljeno letovišče za starejše in v mestu je veliko domov za oskrbo.
Goslar je postal priljubljeno konferenčno mesto. Hotela Achtermann in Kaiserpfalz sta priljubljena kongresna centra, ki sta med drugimi gostitelja letnih Nemških cestnih in prometnih dni (Deutscher Verkehrsgerichtstag).
Največji delodajalci so H.C. Starck (kemijska družba), turistični sektor in državne službe. Mnogi prebivalci Goslarja se vozijo v Salzgitter, kjer je proizvodnja avtomobilov, jeklarna in službe belih ovratnikov.
Dr.-Herbert-Nieper-Krankenhaus je zasebna bolnišnica skupine Asklepios Harzkliniken, ki služi večji regiji Harz. Obstaja več splošnih zdravnikov, zobozdravnikov in specializiranih zdravnikov in nujna služba.

## Pobratena mesta
Goslar pobraten z:
- Arcachon, Francija, od 1965
- Beroun, Češka, od 1989
- Brzeg, Poljska, od 2000
- Ra'anana, Izrael, od 2006[5]
- Windsor, Berkshire, Združeno kraljestvo, od 1969